# Калоян
Калоя́н (болг. Калоян) — село у Варненській області Болгарії. Входить до складу общини Вилчий Дол.

## Населення
За даними перепису населення 2011 року у селі проживали 266 осіб.
Національний склад населення села:
| Національність   | Кількість осіб | Відсоток |
| ---------------- | -------------- | -------- |
| болгари          | 238            | 89,5%    |
| турки            | 25             | 9,4%     |
| цигани           | 0              | 0%       |
| Всього відповіли | 266            |          |

Розподіл населення за віком у 2011 році:
Динаміка населення: